# Gonzalo Colsa
Gonzalo Ruiz Colsa Albendea (ur. 11 maja 1977 w Santanderze) – hiszpański piłkarz grający dla CD Mirandés.

## Kariera
Najpierw grał w drugiej drużynie Racingu, dopiero później przebił się do pierwszej drużyny Racing Santander. W sezonie 1997–1998 zaliczył debiut w Primera División w barwach Racingu przeciwko Mallorce (22 lutego 1998 RCD Mallorca 2:1 Racing Santander). Zimą 1999 roku został wypożyczony do Club Deportivo Logronés, gdzie zagrał 5 spotkań. Grając dobrze w rezerwach Santander jako 20 letni chłopak pojechał z reprezentacją Hiszpanii na młodzieżowe mistrzostwa Świata (U-20) w Nigerii w 1999 roku. Świetnie grał w meczu z Hondurasem wygranym przez Hiszpanów 3:1. Colsa i spółka dotarli do finału tych rozgrywek i w meczu finałowym zmierzyli się z Japonią. Finał odbył się 24 kwietnia 1999 roku Gonzalo Colsa wszedł na boisko w 70. minucie, a Hiszpania wygrała 4:0. Bramki w tym meczu strzelali: Barkero, dwie Pablo Gonzalez, De La Torre. W sezonie 1999–2000 przebił się do pierwszego składu El Sardinero i grywa częściej w Primera División. Kolejny sezon przynosi Gonzalo wiele radości, ponieważ zdobywa pierwsze bramki w Primera División i zostaje zabrany na mistrzostwa Europy (U-21) w 2002 roku. W pierwszym meczu mistrzostw Gonzalo w 30. minucie meczu otwiera wynik spotkania i w końcu Hiszpania wygrywa 2:0 z Bośnią i Hercegowiną (1 września 2000). 31 sierpnia 2001 roku, Colsa strzela 2 bramki Austrii i Hiszpanie wygrywają 2:0. W końcu Hiszpanie awansują z 2 miejsca w tabeli za Francją do najlepszej dziewiątki turnieju. Ale, później odpadają przegrywając dwu mecz z Portugalią. W sezonie 2001–2002 zostaje zauważony przez działaczów Atlético Madryt i trafia do tego klubu. Colchoneros w tym sezonie grali w Segunda División i po sezonie zajmują pierwsze miejsce w tabeli i awansują do Primera División. Colsa zagrał w tym sezonie w Atlético 18 spotkań i nie został doceniony, dlatego na kolejny sezon zostaje wypożyczony do Realu Valladolid. W Blanquivioletas rozgrywa swój najlepszy sezon w Primera División. W Realu zbiera dużo świetnych recenzji i pochwał. Po zakończeniu sezonu w Valladolid wraca do Atletico, ale na kolejny sezon zostaje wypożyczony tym razem do RCD Mallorki. Z Mallorcą gra nawet w Pucharze UEFA i wraz z klubem dochodzi daleko w tych rozgrywkach. Po sezonie wraca do Atlético i podpisuje kontrakt do 2009 roku. W Rojiblancos często rozbijał ataki rywali i dlatego prawdopodobnie zostanie w klubie na nowy sezon.
Jest on w tej chwili kluczowym zawodnikiem Rojiblancos. Colsa to zawodnik bardzo wszechstronny, może grać od środka pola, a także jako ofensywny pomocnik. W Atlético najczęściej występuje na pozycji defensywnego pomocnika. W sezonie 2004/05 piłkarz z Kantabria zagrał swój najlepszy sezon w piłkarskiej karierze. Był podstawowym piłkarzem Atlético Madryt i w 30 spotkaniach zdobył 4 bramki. Jednak zespół Atletico w tym sezonie nie zachwycił, bo zajął dopiero 11. miejsce i nie zakwalifikował się do europejskich pucharów. W sezonie 2005/06 po przybyciu do klubu argentyńskiego szkoleniowca Carlosa Bianchi, Atlético ma się odrodzić i dokonuje spektakularnych transferów m.in. Mateja Kežman, Martin Petrov, Maxi Rodriguez czy Luciano Galletti. Trener Carlos Bianchi nie widzi jednak w składzie Gonzalo Colsy i ten przez cały sezon wchodzi jedynie z ławki rezerwowych. W meczu z RCD Mallorcą, Bianchi daje szansę gry w pierwszym składzie, a Colsa wykorzystuje to m.in. strzelając bramkę swojej byłej drużynie. Ale to i tak nie pomogło i Gonzalo wciąż siedzi na ławce rezerwowych. Po zakończeniu sezonu Gonzalo udało się wystąpić tylko 14 razy z czego zdobył jedną bramkę właśnie w meczu z RCD Mallorcą.
Gonzalo mimo że bardzo chciał zostać w Rojiblancos to był zmuszony do odejścia, gdyż nie dostawał zbyt dużo szansy na grę. 6 lipca 2006 roku nowy trener Racingu Santander, Miguel Angel Portugal skontaktował się z agentem piłkarza - Ferminem Gutierrezem i Gonzalo stał się piłkarzem Racingu Santander na 6 lat.